# Tournées de concerts de Jane Birkin
 (février 2019).
Si vous disposez d'ouvrages ou d'articles de référence ou si vous connaissez des sites web de qualité traitant du thème abordé ici, merci de compléter l'article en donnant les références utiles à sa vérifiabilité et en les liant à la section « Notes et références ».
C'est à l'occasion de la sortie en 2008 de l'album studio Enfants d'hiver que Jane Birkin entame une tournée internationale qui la mène aux quatre coins du monde pendant plus d'une année, de février 2009 à février 2010.
Après quelques concerts données au printemps 2011 à Tokyo et à Paris avec des musiciens japonais en soutien aux victimes de la catastrophe nucléaire de Fukushima, elle se lance à partir de l'automne 2011 dans une tournée internationale qui dure jusqu'à l'été 2013. À partir de l'automne 2013, Jane Birkin repart en tournée avec un nouveau spectacle qui reprend le nom de son album solo Arabesque paru dix ans plus tôt. La tournée Arabesque est interrompue en décembre 2013 à la suite du décès de sa fille aînée Kate Barry. 

## Tournées des années 2000
| Mois                 | Jour (Ville - Lieu) |
| -------------------- | --- |
| Mars 2008            | le 01 (Londres - The Roundhouse) |
| Février 2009         | le 7 (Conflans - Théâtre Simone Signoret), le 13 (Châteaudun - Espace André Malraux), le 19 (Val-de-Reuil - Théâtre des Chalands) le 21 (Londres - Barbican Centre) |
| Mars 2009            | le 01 (Murcie - Auditorio), le 02 (Madrid - Teatro Rialto), le 04 (Zaragoza - Auditorio), le 05 (Barcelone - L'Auditori) le 06 (Bourges - Maison de la Culture), le 07 (Clichy - Théâtre Rutebeuf), du 12 au 15 (Paris - Le Palace) le 17 (Bienne - Théâtre Le Palace), le 18 (Zurich - Kaufleuten), le 19 (Genève - Bâtiment Forces Motrices) le 25 (Clermont-Ferrand - La Coopérative de Mai)       |
| Avril 2009           | le 03 (Lorient - Le Manège), le 04 (Brest - Le Quartz) le 18 (Moscou - Elysium Theater), le 19 (Saint-Pétersbourg - Music Hall) le 21 (Istanbul - TIM Show Center) le 25 (Six-Fours-les-Plages - Espace André Malraux), le 28 (Saint-Médard-en-Jalles - Carré des Jalles) le 30 (Hambourg - Laeiszhalle)                                                                                              |
| Mai 2009             | le 01 (Kaiserslautern - Kammgarn) le 02 (Munich - Muffathalle), le 04 (Francfort - Mousonturm), le 05 (Düsseldorf - Robert-Schumann-Saal) le 06 (Luxembourg - L'Atelier) le 07 (Metz - Cotton Club) le 08 (Bruxelles - Cirque Royal) le 17 (Neuhardenberg - Schinkel-Kirche) le 23 (Hay-on-Wye - Hay Festival)                                                                                        |
| Juillet 2009         | le 10 (La Rochelle - Francofolies), le 16 (Valence - Festival d'été), le 19 (Lodève - Voix de la Méditerranée), les 22 et 23 Arc-et-Senans - La saline royale) le 27 (Florence - Prato delle colonne) |
| Août 2009            | le 07 (Montréal - Francofolies) le 29 (Dún Laoghaire - Festival of World) |
| Septembre 2009       | les 03 et 04 (São Paulo - SESC Pinheiros) les 17 et 18 (Tokyo - Bunkamura Orchard Hall) le 26 (Élancourt - Le Prisme), le 26 (Meaux - Festival Musik'elles) |
| Octobre 2009         | le 01 (Amiens - Maison de la Culture), le 03 (Saint-Louis - Théâtre La Coupole), le 04 (Dole - La Commanderie) le 08 (Lisbonne - Centre culturel de Belém) le 09 (Monaco - Grimaldi Forum) le 13 (Saint-Ouen - Espace 1789), le 14 (Grenoble - Maison de la Culture), le 16 (Angoulême - Théâtre d'Angoulême), le 17 (Mérignac - Le Pin Galant), le 19 (Blagnac - Odyssud) le 25 (Bâle - AVO Session) |
| Novembre 2009        | le 12 (Béziers - Salle Zinga Zanga), les 13 et 14 (Marseille - Théâtre du Gymnase) le 16 (Thessalonique - 50th Film Festival) le 17 (L'Isle-d'Abeau - Salle Culture & Loisirs), le 20 (Loudéac - Palais des Congrès), les 22 et 23 (Clermont-Ferrand - La Comédie / Lecture Wadji), le 25 (Le Grand-Quevilly - Théâtre Charles Dullin), le 26 (Arras - Casino Jauge), le 27 (Le Havre - Le Volcan)    |
| Décembre 2009        | le 03 (Saint-Étienne - L'Esplanade), le 04 (Villefranche-sur-Saône - Théâtre Municipal), le 05 (Belley - L'Intégral), le 08 (La Flèche - Le Carroi), le 09 (Vallet - Le Champilambart), le 10 (Saint-Herblain - Onix), le 13 (Paris - Le Palace) |
| Notes : Références : | |

## Tournées des années 2010

### Tournée 2010
| Mois                 | Jour (Ville - Lieu) |
| -------------------- | --- |
| Janvier 2010         | le 07 (Auray - Centre Culturel Athena), le 09 (Annecy - Bonlieu), le 13 (Mulhouse - La Filature), le 15Florange - Centre Culturel La Passerelle) le 16 (Namur - Théâtre Royal), le 22 (Arlon - Maison de la Culture), le 23 (Woluwe - Centre Culturel) le 26 (Saône - Espace du Marais) |
| Février 2010         | le 09 (Washington - La Maison Française), les 11 et 12 (New York - FIAF (French Institute Alliance Française) - Florence Gould Hall) |
| Notes : Références : | |

### Tournée 2011
| Mois                                                                            | Jour (Ville - Lieu) |
| ------------------------------------------------------------------------------- | --- |
| Participations en 2011 aux concerts de soutien aux victimes du tsunami japonais | |
| Avril 2011                                                                      | le 06 (Tokyo - Shibuya Club Quattro) le 11 (Paris - Théâtre du Rond-Point) |
| Mai 2011                                                                        | le 31 (Paris - Théâtre du Châtelet) |
| Tournée 2011-2013 : "Jane Birkin chante Serge Gainsbourg via Japan"             | |
| Octobre 2011                                                                    | le 24 (Heidelberg - Stadthalle) le 25 (Amsterdam - Carré Theater) le 26 (Düsseldorf - Savoy Theater), le 28 (Berlin - Kammermusiksaal), le 29 (Hambourg - Kampnagel) |
| Novembre 2011                                                                   | le 02 (Helsinki - Savoy Theatre) le 04 (Stockholm - Filadelfiakyrkan) le 06 (Bâle - Fondation Beyeler) le 10 (Katowice - Teatr Zaglebia) le 13 (Bucarest - Sala Palatului) le 25 (Tokyo - Tokyo International Forum) le 29 (Seattle - Neptune Theatre) le 30 (Vancouver - Vogue Theatre) |
| Décembre 2011                                                                   | le 02 (San Francisco - The Regency Ballroom), le 03 (Los Angeles - Luckman Fine Arts Complex), le 05 (Chicago - Portage Theatre) le 07 (Toronto - Queen Elizabeth Theatre), le 08 (Montréal - Métropolis) le 09 (Washington, le 11 (New York - Town Hall Theatre)                        |
| Notes : 1. 2. 3. Références :                                                   | |

### Tournée 2012
| Mois                             | Jour (Ville - Lieu) |
| -------------------------------- | --- |
| Janvier 2012                     | les 13 et 14 (Tel Aviv - Reading 3) les 18 et 19 (Istanbul - Babylon) le 21 (Ljubljana - Kino Šiška) le 22 (Budapest - A38) le 24 (Zurich - Kaufleuten), le 25 (Lausanne - Les Docks) le 26 (Luxembourg - Philharmonie) le 27 (Gand - Handelsbeurs)                                                                          |
| Mars 2012                        | le 16 (Sydney - City Recital Hall), le 17 (Adélaïde - Adelaide Festival), le 18 (Melbourne - Melbourne Recital Centre), le 19 (Brisbane - Brisbane Powerhouse) le 22 (Séoul - AX Korea) |
| Mai 2012                         | le 13 (Bielsko-Biała - Polski w Bielsku-Bialej) le 16 (Porto - Casa da Música) les 18 et 19 (Madrid - Institut Français) Annulation des dates entre le 22 mai et le 29 septembre 2012 en raison d'un état de fatigue le 22 (Rabat - Festival "Mawazine") le 24 (La Chaux-du-Milieu - Corbak Festival) le 31 (Ramallah - Tba) |
| Juin 2012                        | le 20 (Monaco - Sporting) le 28 (Lyon - Festival "Les Nuits de Fourvière") |
| Juillet 2012                     | le 01 (Mons - Tba) le 06 (Milan - La Milanesiana) le 08 (Montreux - Montreux Jazz Festival) le 10 (Barcelone - Grec Festival) le 13 (Carcassonne - Tba), le 14 (Hauterives - Tba), le 17 (Châteauneuf-les-Martigues - Tba) le 26 (Wurtzbourg - Hafensommer), le 27 (Kassel - Kulturzelt)                                     |
| Septembre 2012                   | le 29 (Bois d'Arcy) |
| Notes : 1. Références : 1. 2. 3. | |

### Tournée 2013
| Mois                                                                                        | Jour (Ville - Lieu) |
| ------------------------------------------------------------------------------------------- | --- |
| Janvier 2013                                                                                | le 11 (Saint-Dié-des-Vosges - Espace Georges-Sadoul), le 15 (Conflans-Sainte-Honorine - Théâtre Simone Signoret), le 17 (Caluire-et-Cuire - Le Radiant-Bellevue) le 18 (Genève - Le Mad) le 22 (Le Havre - Théâtre de l'Hôtel de Ville) le 27 (Dublin - National Concert Hall) le 29 (Glasgow - The Arches), le 31 (Londres - Cadogan Hall) |
| Février 2013                                                                                | le 01 (Sankt Pölten - Festspielhaus) le 09 (Monte-Carlo - Opéra de Monte Carlo) le 12 (Florange - La Passerelle), le 13 (Laon - Maison des Arts et Loisirs), le 22 (Clermont-Ferrand - La Coopérative de Mai) le 27 (Bruxelles - Wolubilis) |
| Mars 2013                                                                                   | le 02 (Athènes - Badminton Theatre) le 07 (Rome - Auditorium Sala Sinopoli), le 08 (Milan - Teatro Dal Verme) le 11 (Paris - Salle Pleyel), le 13 (Sochaux - La Mals) le 19 (Amman - C.C. Al Hussein) le 20 (Ramallah - Al-Kasaba Theatre) le 28 (Tokyo - Opera City Concert Hall) le 30 (Séoul - Universal Art Center) |
| Avril 2013                                                                                  | le 02 (Singapour) le 05 (Rangoun) |
| Juin 2013                                                                                   | le 26 (Paris - La Cigale) le 28 (Athènes - Theatro Vrahon) |
| Juillet 2013                                                                                | le 01 (Bâle) le 05 (Nuits-Saint-Georges - Festival "Sons d’une Nuits d'été", Parc du Château du Clos de Lupé), le 10 (Carcassonne - Festival OFF, Place Carnot) le 14 (Ludwigsburg - Schlossfestspiele) le 15 (La Rochelle - Festival des Francofolies, Grand Théâtre de La Coursive), le 18 (Condette - Château d'Hardelot), le 20 (Saint-Pierre-de-Chartreuse - Chapiteau) le 23 (Bâle - Grand Casino) le 25 (Karlsruhe - Tollhaus), le 27 (Kassel - Kulturzelt), le 28 (Wurzburg - Hafensommer) le 30 (Condette - Château d'Hardelot)                                                        |
| Tournée 2013 : "Arabesque"                                                                  | |
| Septembre 2013                                                                              | les 27 et 28 (Poitiers - Théâtre Auditorium) |
| Octobre 2013                                                                                | le 03 (Montceau-les-Mines - Festival Tango, Swing et Bretelles ; L'Embarcadère), le 04 (Vesoul - Théâtre Edwige Feuillère), le 05 (Levallois - Salle Ravel), le 08 (Saint-Quentin - Le Splendid),, le 10 (Saint-Cloud - Théâtre des 3 Pierrots), le 11 (Saint-Cyr-l'École - Théâtre Gérard Philipe), le 12 (Épinay-sur-Seine - Pôle Musical d'Orgemont), le 13 (Le Touquet - Palais des Congrès), le 15 (Revin - Espace Jean Vilar), le 17 (La Souterraine - C.C. Yves Furet), le 19 (Béziers - Zinga Zanga), le 22 et 23 (Marseille - Théâtre du Gymnase), le 24 (Vichy - Opéra) France,       |
| Novembre 2013                                                                               | le 02 (Cotonou) le 06 (Toulouse - Théâtre Sorano), le 08 (Arcachon - Théâtre Olympia) le 09 (Londres - Barbican) le 12 (Cenon - Le Rocher de Palmer), le 13 (Arcachon - Théâtre Olympia), le 15 (Caluire - Radiant Bellevue), le 16 (Istres - Théâtre de l'Olivier), le 21 (Roche-la-Molière - Centre Culturel) le 22 (Monthey - Théâtre du Crochetan), le 23 (Morges - Théâtre de Beausobre) le 26 (Saint-Maur - Théâtre de Saint Maur),, le 28 (Toulon - Théâtre Liberté), le 29 (Antibes - Anthéa, Antipolis),, le 30 (Fréjus - Théâtre Le Forum) France,                                    |
| Décembre 2013                                                                               | le 02 (Grande-Synthe), le 03 (Douchy-les-Mines (Centre des Arts & Culture), le 04 (Toulon - Théâtre Liberté), le 05 (Neuilly-sur-Seine - Théâtre Le Village), le 06 (Segré - Centre Culturel), le 07 (Saint-Avertin - Nouvel Atrium), le 09 (Paris - Théâtre du Châtelet), le 10 (Bar-le-Duc - Le Théâtre), le 11 (Besançon - La Rodia) Annulation de la tournée « Arabesque » à la suite du décès de Kate Barry, la fille aînée de Jane Birkin le 13 (Brest - La Carène), le 17 (Revin - Espace Jean Vilar) le 18 (Buenos Aires) le 19 (La Souterraine - C.C. Yves Furet) le 19 (Buenos Aires) |
| Notes : 1. 2. 3. 4. 5. 6. 7. 8. 9. 10. 11. 12. 13. 14. Références : 1. 2. 3. 4. 5. 6. 7. 8. | |

### Tournée 2014

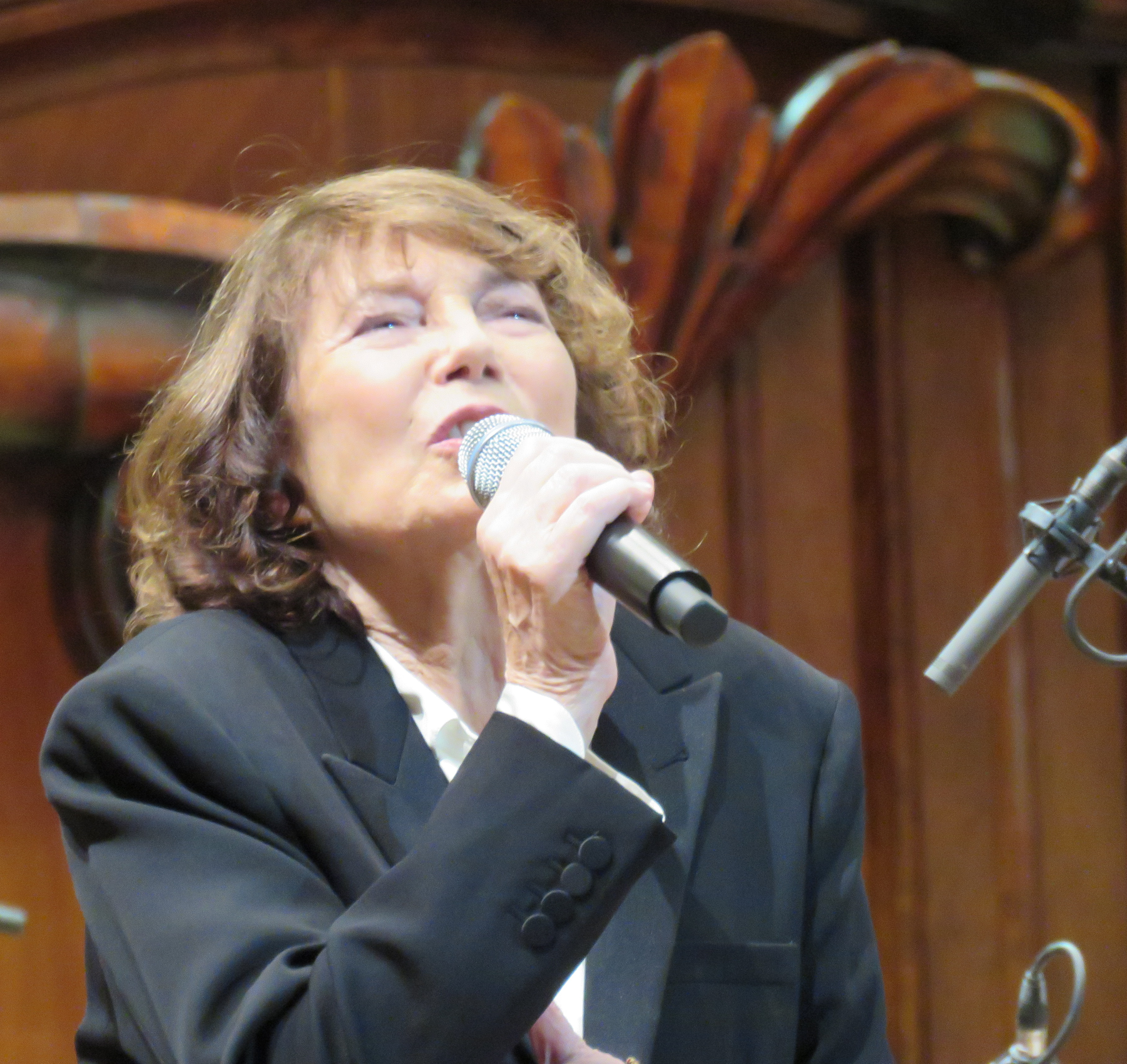
Jane Birkin à Varsovie en2017

| Mois                                      | Jour (Ville - Lieu) |
| ----------------------------------------- | --- |
| Tournée 2014 : "Gainsbourg, poète majeur" | |
| Novembre 2014                             | le 16 (Toulon - Théâtre Liberté), le 22 (Trèves - Theater Trier, Großes Haus), les 24 & 25 (Paris - Théâtre de l'Odéon), le 30 (Clermont-Ferrand - Coopérative de Mai)                                                                       |
| Décembre 2014                             | le 6 (Pully - Théâtre de l'Octogone ), les 9 et 10 (Sète - Théâtre Molière (Scène Nationale de Sète et du Bassin de Thau)), le 14 (L'Aigle - Salle de Verdun), le 18 (Vesoul - Théâtre Edwige-Feuillère), le 21 (Pérouse - Teatro Cucinelli) |
| Notes : 1. Références : 1. 2. 3.          | |

### Tournée 2019
En 2019, elle fait une tournée "Gainsbourg en symphonie" passant par Cannes le 16 février.